# Lluís Jaume
Lluís Jaume Vallespir (Sant Joan, Majorque, 17 octobre 1740 - San Diego, Californie, 5 novembre 1775) est un religieux franciscain majorquin.

## Premières années
Il est né à la ferme de Son Baró, dans la commune de Sant Joan, le 17 octobre 1740, avec le nom de Melcion Jaume Vallespir. Il était fils de deux paysans : Melcion Jaume Morro, originaire de Selva, et Margalida Vallespir Sabater, de la paroisse de Sainte Croix, à Palma.  
Il a reçu sa première éducation formelle par le curé de son village. Puis à 15 ans, il voulut suivre des études religieuses, et s'est inscrit à l'école conventuelle du couvent de Saint Bernadino à Petra, où le frère Junípero Serra avait étudié quelques années plus tôt. Il fut admis dans l'ordre franciscain le 27 septembre 1760 au couvent de Santa Maria de Los Angeles de Jesus. 
Après une année de stricte réclusion et de discipline rigoureuse, Jayme a promis solennellement d'observer la règle des Frères mineurs pour le reste de sa vie terrestre ; il prit le nom de frère Luis depuis lors. Le moine a poursuivi ses études théologiques au couvent de Saint-François de Palma et a été ordonné prêtre le 22 décembre 1764. Il devint lecteur (professeur) de philosophie au couvent de Saint-François de 1765 à 1770. 
Après avoir appris que les Espagnols s'étaient infiltrés en Haute-Californie, Lluís Jaume décida de postuler pour être missionnaire au Nouveau Monde. Il arriva en Nouvelle-Espagne au début de 1770 après un long et ardu voyage transatlantique. Là, il commença le cours de formation spécial du collège missionnaire de San Fernando de Mexico où les "soldats de la Croix" étaient préparés aux privations (nourriture, jeune, sommeil), à la fatigue, à la mortification et à la pénitence.

## Sa vie en Amérique
La mission qui lui fut destinée a été celle de San Diego d'Alcalá, à San Diego, Californie, aux États-Unis, dont la date de fondation était le 16 juillet 1769, par Junípero Serra. À son arrivée, Lluís et les autres franciscains se joignirent au père Serra, et ils ont fait partie de l'expédition du militaire Gaspar de Portolá et ses troupes, qui a exploré la baie de San Diego. Les moines essayèrent d'évangéliser les indigènes à mesure que les hommes de Portolá continuaient d'avancer dans les territoires de Grande Californie.
Cette expédition, réalisée à pied, a causé de nombreux morts, tant dans le corps militaire que dans le groupe de religieux.
Gaspar de Portolá a suivi vers le nord et les religieux se sont installés enfin à San Diego, où ils ont commencé les tâches de christianisation à partir du presidio.
Lluís Jaume s'est mis à apprendre l'idiome des indigènes, celui que les Espagnols dénommaient Diegueño, (vraisemblablement Kumeyaay) et lorsqu'il réussit à le parler avec fluidité, il écrivit un catéchisme dans cette langue..
Cependant, le père Jaume s'est aperçu des manques de ressources qu'il y avait dans la zone de la mission, et il a sollicité un autre emplacement. Sa nouvelle colonie se plaça près du territoire actuel du Presidio Hill, à San Francisco. Là, Jaume a créé des vergers sur des terres vacantes pour approvisionner en nourriture la population. Il a également fondé des groupes de catéchistes et de cantores de chant grégorien.

## Mort
La nuit du 4 au 5 novembre 1775, quelques 600 indiens ont pillé la chapelle et ont brûlé les autres bâtiments de la mission. Lluís, au lieu de se réfugier avec les autres moines, s'est dirigé vers eux et les a salué en disant : « fils, aimer Dieu ». Les indiens l'ont déshabillé, lui ont lancés quelques 18 flèches, puis s'en prirent à son visage à coup de massues et de pierres. Lorsque le frère Junípero Serra l'apprit, il s'est écrié : « Grâce à Dieu ; maintenant que le terrain a été arrosé de sang, la conversion des Indiens de San Diego aura lieu ».
En étant assassiné brutalement, le frère Lluís Jaume devint le premier martyr catholique de la Haute-Californie. Il est un des personnages religieux les plus populaires et les plus connus des îles Baléares.
Sa tombe actuelle se situe au cimetière de la mission de San Diego d'Alcalá, à San Diego.

## Reconnaissances
Le 6 septembre 1786, la mairie de Palma l'a proclamé fils illustre de la ville. Presque deux siècles plus tard, la mairie de Sant Joan l'a nommé fils préféré de la municipalité, exactement en 1975. Une plaque commémorative a été posée sur la façade de sa maison natale, et sur le centre catholique de Sant Joan, construit en 1922, a été érigé une sculpture en son honneur, œuvre de Tomás Vila.

## Source
- (ca) Cet article est partiellement ou en totalité issu de l’article de Wikipédia en catalan intitulé « Lluís Jaume Vallespir » (voir la liste des auteurs).